# Jan Joost ter Pelkwijk
Jan Joost ter Pelkwijk (1914 – 1942) was een Nederlands bioloog. Hij studeerde biologie in Leiden en was bevriend met de broers Niko en Luuk Tinbergen. In 1942 kwam hij om in Nederlands-Indië, bij de Japanse aanval op de hulpmijnenveger waarop hij in opleiding was tot reserve-officier. Het Jan Joost ter Pelkwijk-Fonds voor veldbiologisch onderzoek is aan hem gewijd.

## Biografie
Jan Joost kwam uit een vooraanstaande familie. Zijn vader Gerhard Abraham Willem ter Pelkwijk was burgemeester van Utrecht. Hij studeerde tussen 1933 en 1939 biologie in Leiden. Tijdens zijn studie maakte hij al reizen naar Engeland, Mallorca, Zwitserland, Groenland, Italië en de Balkan. In december 1939  deed hij doctoraalexamen en daarna zou hij promotieonderzoek doen aan het Rijksmuseum van Natuurlijke Historie. Hij had daar een goede relatie met de directeur Hilbrand Boschma. Voor het museum zou hij vogels en reptielen gaan verzamelen in Suriname. Voorafgaand aan dit project maakte hij een reis langs bestaande collecties van specimens uit dat gebied. In januari 1940 reisde hij naar Italië. Op 28 januari scheepte hij in Napels in op een lijnboot naar New York waar hij op 9 februari aankwam. In de Verenigde Staten ging hij de collectie van het American Museum of Natural History bestuderen. Het beviel hem uitstekend in Amerika en hij leerde daar onder andere de bekende ornitholoog Margaret Nice kennen. Inmiddels was de Tweede Wereldoorlog uitgebroken, waardoor de verbindingen met Nederland werden verbroken en zijn project in Suriname niet kon doorgaan. Om in zijn levensonderhoud te voorzien nam hij in mei 1940 een baan aan bij de bibliotheek van de Universiteit van de  Universiteit van Chicago. Ondertussen studeerde hij voor zijn mastertitel aan deze Universiteit met de bedoeling na het behalen daarvan zijn Surinameproject voor Amerikaanse musea uit te voeren en daarop in de Verenigde Staten te promoveren. Het lukte hem echter niet om een officiële werkvergunning te krijgen. 
Hij moest zich als dienstplichtig Nederlander buiten bezet gebied laten registreren voor een opleiding bij de Prinses Irene Brigade. In plaats daarvan kreeg hij, via een tip van zijn vriend Luuk Tinbergen, een baan als visserijbioloog aan het Laboratorium voor het Onderzoek der Zee in Batavia (Jakarta). Hiervoor deed hij eerst onderzoek bij visserij-onderzoekinstellingen in Californië en in januari 1941 reisde hij per schip van San Francisco via Hawaï, de Filipijnen en Singapore naar Batavia waar hij in februari 1941 aankwam. Na de Verovering van Nederlands-Indië door Japan in maart 1942, probeerde Jan Joost met de hulpmijnenveger Endeh naar Australië te ontkomen. Op deze boot zaten 24 man, allen vrijwilligers, waaronder 14 bemanningsleden van diverse eenheden en tien stafofficieren van de marine, die uit handen van de Japanse bezetter wilden blijven. Het schip werd beschoten en tot zinken gebracht.

## Nalatenschap
Het korte, avontuurlijke leven van Jan Joost ter Pelkwijk is rijk gedocumenteerd. Hij was een enthousiast tekenaar en heeft ook les gekregen van de tekenaar en graficus Dirk van Gelder. Er zijn van hem geïllustreerde natuurdagboeken bewaard gebleven vanaf de tijd dat hij op de middelbare school zat en actief was in de Nederlandse Jeugdbond voor Natuurstudie. Over zijn werk tijdens zijn studie in Leiden,  in de Verenigde Staten en in Nederlands-Indië zijn brieven, fotoalbums, opstellen en tekeningen bewaard gebleven. De tekeningen die hij tijdens zijn studie maakte van de stekelbaars en de bittervoorn zijn zeer bekend en zijn vaak gebruikt in biologieboeken. Veel van dit werk is gebundeld in het boek "Deze mooie wereld" met een inleiding door Niko Tinbergen. Het Jan Joost ter Pelkwijk-Fonds, opgericht in 1954 door zijn ouders, wordt beheerd door Naturalis Biodiversity Center en keert jaarlijks enkele subsidies uit voornamelijk ten behoeve van veldonderzoek door Leidse biologiestudenten.